# Ozatlán
Ozatlán est une municipalité située dans le département d'Usulután au Salvador.

## Démographie
Sa population était de 13 231 habitants en 2017.